# Fiat 124
Fiat 124 — легковой автомобиль C-класса, выпускавшийся и продававшийся итальянской компанией FIAT S.p.A. в период с 1966 по 1974 год. Fiat 124 пришёл на смену Fiat 1300/1500 и стал основой для нескольких вариантов, включая универсал, четырёхместное купе (124 Sport Coupé) и двухместный кабриолет 124 Sport Spider). На внутреннем итальянском рынке модель Fiat 124 была заменена моделью Fiat 131, выпущенной в 1974 году. В Италии было произведено около 2 200 000 машин. Когда Fiat 124 был представлен в 1966 году, у модели была цель позволить итальянскому низшему среднему классу удовлетворить свои потребности в поездках и заменить модели Fiat 1100 и Fiat 1300/1500 более современным автомобилем, но также надёжным и прочным. Наиболее известной и наиболее массовой лицензионной копией Fiat 124 является производившееся компанией АвтоВАЗ семейство советских и российских легковых автомобилей малого класса ВАЗ-2101 «Жигули» и его многочисленные модификации. АвтоВАЗ произвёл подавляющее большинство лицензионных копий Fiat 124 в мире и сделал ее пятой самой продаваемой автомобильной платформой в истории. В СССР и России выпускались с 1970 по 2012 год, а также в Египте до 2014 года, став самым массовым семейством автомобилей в истории СССР и России, выпущенным в количестве 17,6 млн машин (включая автомобили, собранные за рубежом). Вместе с лицензионными репликами, выпущенными в том числе в СССР и России, Fiat 124 является одной из наиболее часто выпускаемых моделей автомобилей в мире с тиражом чуть менее 23 миллионов штук.

## Краткие сведения
В производственной генеалогии Fiat семейство «124» заняло место в самой короткой ветви «Fiat 1200 — Fiat 131». Изначально предлагалось в качестве первой серийной конструкции с передним приводом, однако стеснённое условиями действующего экономического кризиса руководство компании учло неудовлетворительные коммерческие результаты других производителей и ещё на этапе проектирования сохранило традиционную компоновку с приводом на задние колёса. При проектировании базового автомобиля Fiat 124 «Sedan» за основу была принята разработка инженера Fiat Адольфо Мессори, являющегося также автором ряда изобретений.

## Модельный ряд
- Fiat 124 C4 — период производства: 1966 г.[11]
- Fiat 124 «Sedan» — период производства: 1966—1974 гг.
- Fiat 124 «Familiare» — период производства: 1966—1974 гг.
- Fiat 124 «Special» — период производства: 1968—1974 гг.
- Fiat 124 «Special Т» — период производства: 1970—1974 гг.
- Fiat 124 «Coupe» — период производства: 1967—1975 гг.
- Fiat 124 «Sport Spider» — период производства: 1969—1982 гг.
- Fiat 124 Spider — период производства: 2015—2020 гг.

## История
Экономический кризис начала 1960-х годов вынудил Fiat решить задачу срочной замены технически устаревших автомобилей Fiat 1100 и Fiat 1300. При этом неблагоприятная финансовая ситуация не позволила компании проектировать принципиально новый автомобиль-преемник, вследствие чего директор проектирования Fiat Данте Джакоза получил осенью 1963 года указание найти привлекательное решение на основе существующей конструкции. В качестве оптимального варианта Джакоза предложил рассмотреть проект «123 Е2» на базе созданного им автомобиля Primula, который уже выпускался дочерним предприятием Fiat Autobianchi и являлся первой опытной реализацией автомобиля с передним приводом и поперечным расположением двигателя. Имеющий достаточно преимуществ для развития, «123 Е2» получил поддержку от большинства руководящих лиц компании, однако Витторио Валетта (президент Fiat в 1946—1966 гг.), оценив потребительский отклик на Primula и неудачный коммерческий опыт с продажами Lancia Flavia, посчитал внедрение подобного новаторства преждевременным, приказав сосредоточить усилия на другом решении. Этот замысел предусматривал изменение элементов дизайна, увеличение объёма кузова и замену трансмиссии автомобиля Fiat 1100/103 с установкой на него нового двигателя «124» разработки Аурелио Лампреди (до 1958 года — инженер «Ferrari»). Данный вариант получил условное название «проект 124», непосредственная работа над ним была поручена заместителю Джакоза, Оскару Монтабоне.
Обновлённый Fiat 1100/103, представленный в декабре 1963 года, в целом был одобрен, получив сопутствующие указания по увеличению длины кузова и подбору оптимальной трансмиссии, однако из-за существовавшего в компании противоборства между менеджерами проектного и производственного секторов директор по производству Fiat Армандо Фиорелли предложил в начале 1964 года рассмотреть в качестве конкурирующего образца другой автомобиль, созданный директором департамента испытаний Адольфо Мессори. Автомобиль был задуман Мессори самостоятельно, построен без ведома руководства и, в отличие от проекта Монтабоне, его конструкция содержала ряд новаторских для того времени элементов и решений, вследствие чего технически выглядела более перспективной. Генеральный менеджер компании Гуиденци Боно учёл возникшие вокруг нового проекта интриги, и, не принимая чьей-либо стороны, нашёл компромиссное решение в виде комбинирования обоих проектов в третьем образце, однако Фиорелли в конечном итоге удалось убедить руководство в бесперспективности проекта Монтабоне, в результате чего серийный Fiat 124, пройдя этап значительных доработок, унаследовал свою фактическую конструкцию и дизайн от прототипа А. Мессори, сохранив от первоначального замысла проекта «124» только двигатель А. Лампреди. Кроме того, выгодная менеджерам производственного сектора технологичность конструкции Мессори в условиях экономического кризиса позволила применить для Fiat 124 ряд конструктивных элементов, использовавшихся на автомобилях Fiat 850 и Fiat 500, и в целом повлияла на его «спартанское» устройство и комфортность.
К презентации нового автомобиля на Туринском автосалоне в 1964 году, миланское ателье Carrozzeria Touring изготовило кузов купе-кабриолет автомобиля «Fiat 124 C4», который изначально планировалось заявить в качестве образца нового 124 семейства в престижном сегменте. Однако, незадолго до презентации ателье Pininfarina представила Г. Боно свои эскизы спортивного концепта 124, после чего планы запуска «С4» в серийное производство были отменены и «С4» остался существовать в единственном экземпляре. Несмотря на положительные рецензии специалистов на модный «угловатый» дизайн, не отвыкшая от плавных классических контуров потребительская публика после первых демонстраций такое упрощение воспринять не смогла, оценив дизайн Fiat 124 крайне непривлекательным, а отдельные примитивы в конструкциях машины стали предметом насмешек в прессе. Компания, не отреагировав на подобные проблемы, ускоренно довела проект до производственных норм и с января 1966 года запустила серийное производство в реализации Fiat 124 «Sedan» (в итальянском варианте — «Berlina»), и шестью месяцами позже в реализации Fiat 124 «Familiare» с кузовом типа «универсал». За непродолжительное время эксплуатации потребительское мнение о качествах новых автомобилей коренным образом изменилось, и уже в 1967 году Fiat 124 получил приз «Автомобиль года».
Третья реализация Fiat 124 «Special» изначально не задумывалась, но появилась в 1967 году в рамках условий уже заключённого с СССР договора, по которым строившемуся Волжскому автомобильному заводу кроме лицензионной версии Fiat 124 требовался дополнительный образец с повышенными показателями ходовых характеристик и комфорта. Предложенный для этого Fiat 125S «Special» требовал закупки и создания отдельных производственных мощностей, что в объёме достигнутых соглашений являлось неприемлемым. Проблема была решена разработкой отдельного автомобиля Fiat 124 «Special». Его конструкция представляла собой комбинацию ходовой части Fiat 124 с кузовом Fiat 125S «Special», технологические размеры которого в максимально возможном объёме унифицировали с размерами и нормами 124 семейства. В 1970 году «Fiat 124S» был окончательно одобрен как прототип для автомобиля ВАЗ-2103, который в качестве внешнего отличия получил ряд изменений в дизайне световых приборов. С 1970 года компанией также производилась версия Fiat 124 «Special Т», оснащённая более мощных двигателем и изменённым дизайном фронтальной декоративной решётки, концепт которого Волжский автомобильный завод позднее заимствовал при разработке автомобиля ВАЗ-2106. Кроме того, в период 1966—1970 гг. предусмотренное договором сотрудничество позволило специалистам компании выявить и устранить путём доработок ряд эксплуатационных и технических проблем 124 семейства, учтённых в дальнейших проектах. Относительно неудачным представителем семейства с эксплуатационной точки зрения стал автомобиль универсал Fiat 124 «Familiare». Кузов этого варианта быстро подвергался излишним деформирующим нагрузкам, которые не удавалось компенсировать в рамках имеющейся опорно-ходовой конструкции. В связи с этим потребительский спрос на данный автомобиль оставался крайне низким, что существенно ограничило его долю в общем производстве. Идентичные результаты имела эксплуатация и лицензионной модели ВАЗ-2102 производства СССР, прототипом которой являлся «Familiare».
С 1967 года компания приступила к восполнению пустовавшего сегмента престижного спроса, расширив 124 семейство дорогостоящими моделями Coupe (с дизайном кузова от Марио Боно) и Sport Spider (c кузовом и дизайном от ателье Pininfarina). Эти автомобили строились на базе идентичных механических узлов, однако производились небольшими партиями и с существенными отличиями в комплектации.
Все модификации семейства выпускались заводом в Мирафиори (пригород Турина).
Ввиду сравнительно высоких потребительских качеств и при довольно примитивной конструкции, а главным образом — либеральной политики фирмы-производителя в отношении ноу-хау, охотно заключавшей договоры о подобном сотрудничестве, по лицензии Fiat 124 (в исходной итальянской спецификации) выпускало большое число фирм в таких странах, как Испания (SEAT 124), Южная Корея (Fiat-KIA 124), Индия (Premier 118NE), Турция (TOFAŞ Murat 124), кроме того, «отвёрточной» сборкой модели из итальянских комплектов деталей занимались в НРБ, ПНР и СФРЮ.
История всего семейства Fiat 124 в целом завершилась десятью годами позже, в 1985 году, последним выпущенным Sport Spider, производство которых с 1982 г. было продано Fiat в собственность Pininfarina.
С 2015 года Fiat возобновил производство 124 семейства, представив его новой спортивной версией под именем Fiat 124 Spider, созданной на базе Mazda ND. Автомобиль выпускается ограниченными сериями.

## Эволюция отставленных проектов
К 1969 году фирме Autobianchi удалось самостоятельно довести проект «123 Е2» до серийного производства под индексом А111. Из-за лучших показателей А111 стоил дорого и, став в 1972 году нерентабельным, был свёрнут на количестве 56 984 экземпляра.
Последующее развитие событий в целом оправдало отказ Fiat от этого проекта, поскольку в эксплуатационном сегменте 124-й модели действительно надёжные переднеприводные конструкции, предприятия Европы смогли реализовать только к концу 1960-х годов. Дальнейшие исследования также показали недостаточную эксплуатационную эффективность переднеприводной концепции заложенной в Primula, поэтому оптимальные решения для силовых и опорных узлов подобного автомобиля Данте Джакоза удалось найти только к концу десятилетия. По этой причине не связавшийся результативно с Fiat 124 проект О. Монтабоне свёрнут не был, но доведён до финала лишь в 1969 году в качестве автомобиля-преемника Fiat 128, получив таким образом статус первого серийного автомобиля Fiat с передним приводом. К середине 1970-х годов схема, внедрённая в конструкцию Fiat 128, также была принята в качестве отраслевого стандарта и рядом других производителей.

## История развития в СССР
В начале 1960-х гг. экономика СССР столкнулась с угрожающей проблемой скопления излишков наличности на руках у населения, вызванной дефицитом бытовых товаров народного потребления на внутреннем рынке сбыта. Способ возвращения в казну наличности методом продажи населению автомобилей среднего класса являлся экономически выгодным ходом, однако из-за существующей идеологии правительств И. Сталина и Н. Хрущёва в отношении к частной собственности и крайне плачевного состояния дорожной сети, в СССР массовое производство подобной продукции практически отсутствовало. Создание автомобильного завода требуемого уровня предлагалось только США и входящими в блок НАТО странами Западной Европы, при этом исключительно на правах совместного предприятия, что для политического руководства СССР в условиях «холодной войны» являлось абсолютно неприемлемым. Кроме того, продавалось подобное производство по крайне высоким ценам. В частности, Генри Форд-младший предлагал правительству СССР реализацию предприятия за 5 млрд долларов США. По этим причинам намерения председателя правительства СССР А. Н. Косыгина, несколько лет настойчиво продвигавшего этот замысел, встречали отказ. Однако к середине 1960-х годов итальянским коммунистам удалось занять влиятельные места в правительстве Италии, создав таким образом выгодную политическую обстановку. Кроме того, в этот период итальянская автопромышленность переживала неблагоприятное финансовое состояние. Два этих важных фактора в конечном итоге помогли А. Косыгину убедить главное руководство СССР сделать выбор в пользу этой страны.
Воспользовавшись личными связями с влиятельными в сфере итальянской экономики лицами, Косыгин обратился с предложением к президенту Fiat Витторио Валетта, который являлся пожизненным сенатором итальянского парламента. С учётом того, что послевоенные десятилетия Fiat избавлялся от финансовых проблем благодаря кредитам американских банков, политические нюансы бизнеса Валетта вынужденно согласовывал с властями США, что могло поставить под угрозу заключение сделки. Так, в начале 1960-х годов он уже приезжал в СССР для обсуждения строительства завода автомобильных тягачей, а в 1962 году вёл неофициальные переговоры с представителями А. Косыгина в Турине. Время этих переговоров пришлось на период политических результатов Карибского кризиса, вследствие чего Валетта под давлением США дипломатично избежал сотрудничества. Однако, власти этой страны, испытывая серьёзные проблемы в сфере автостроительного бизнеса, рассчитывали на то, что технологическое оснащение будущего ВАЗ косвенным образом зависело от них, и на сей раз противодействовать проекту не стали. Кроме того, неофициальная поддержка проекта ВАЗ итальянскими коммунистами для Валетты прежде всего означала решение непрекращавшихся проблем с профсоюзами и по крайней мере на несколько лет вперёд. С этой причиной источники связывали факт проявления несвойственной ему уступчивости на переговорах при факте относительно низкой стоимости столь масштабного проекта. Однако дальнейшие события показали, что реальная причина скрывалась за перспективными замыслами. В середине 1970-х гг. сотрудничество по данному договору не только уберегло компанию от серьёзных финансовых проблем, но и способствовало её укреплению как могущественного мирового автопроизводителя. Следующий президент Fiat Дж. Аньелли впоследствии подтвердил данный факт, заявив, что строительство ВАЗ не принесло компании значимой экономической выгоды, но приобретённый опыт помог достичь более чем желаемых результатов.
В июне 1965 г. В. Валетта вновь посетил СССР, заключив договорённость с Госкомитетом СССР по науке и технике (1 июля 1965 года, «Протокол о взаимопонимании и научно-техническом сотрудничестве в области разработки легковых автомобилей», AO «Fiat — ГКНТ СССР», подписали В. Куделин — В. Валетта). Fiat 124 в качестве базовой модели компания предложила выбрать в феврале 1966 года официальным письмом, что далее обсуждалось при проработке предварительного соглашения в Турине. Основным разногласием, возникшим при обсуждении условий, источники отмечают факт оказания руководством Fiat активного сопротивления на требование советской стороны замены нижневального варианта двигателя «124» на верхневальный. Учитывая, что компания в тот период только приступала к подобной модернизации некоторых своих двигателей, Валетта на это требование предложил предоставить трёхлетний срок для соответствующего перепроектирования и доводки и создание требуемого двигателя реализовалось к середине 1969 года в тесном сотрудничестве со специалистами НАМИ СССР. Также был решён вопрос о производстве ещё одного автомобиля с характеристиками более высокого класса. Необходимость этого была выведена предварительно проведением технико-экономических расчётов, прогнозировавших удовлетворительную рентабельность автомобильного завода, при производстве одного образца средней и одного повышенной комфортабельности с условием реализации в ценовых пределах 5500—6000 и 6800—7200 рублей соответственно.
В созданной для утверждения базового выбора правительственной коллегии возникло две оппозиции. Одна из них, возглавлявшаяся Д. Устиновым, в целом вообще отвергала иностранный выбор в пользу отечественных разработок, другая, возглавлявшаяся Б. Фиттерманом и позднее А. Липгартом, состояла из ведущих специалистов НАМИ. Имея к тому времени значительный объём исследований и практических результатов, эта группа настаивала на том, что при целенаправленном движении мировых производителей к переднеприводной концепции Fiat 124 бесперспективен и к началу производства технически устареет; кроме того, его эксплуатация в условиях советских реалий будет крайне проблематичной. Частые акцентирования того, что итальянские автомобили по мировым стандартам не являются образцом должного качества, также не имели воздействия, и если в первом случае А. Косыгину удалось убедить политическое руководство страны в безальтернативности ситуации, «оппозиции» специалистов руководство страны не уступило, поскольку главным доводом являлось политическое сотрудничество с Италией. Кроме того, своей консервативной внешностью и простотой конструкции автомобиль хорошо вписывался в идеологический и экономический «ландшафт» СССР, что также являлось немаловажным доводом. Основным экономическим преимуществом выбора стала хорошая технологичность и низкая себестоимость. Не менее важную роль сыграла и классическая компоновка — более приемлемая советским автомобилистам, довольно просторный для габаритов салон, достаточно современный для того времени вид и возможность реализации по относительно невысокой цене. Продукция ВАЗ продавалась по ценам 5100—5400 рублей за ВАЗ-2101, 6000—6400 рублей за ВАЗ-2102 и 7200-7700 за ВАЗ-2103.
По результатам предварительного соглашения февраля 1966 г. Министерство автомобильной промышленности СССР подписало с концерном Fiat протокол («О сотрудничестве в области разработки конструкции автомобиля, проекта автомобильного завода и его строительства в СССР», подписали А. Тарасов и В. Валетта 4 мая 1966 г. в Турине). Основа договора предусматривала строительство на территории СССР завода по производству малолитражных автомобилей компактного класса мощностью 2200 единиц в день. Для закупок оборудования была достигнута договорённость о предоставлении СССР целевого кредита (апрель 1966 г., «Межбанковское соглашение о кредите между Внешторгбанком СССР и государственной кредитной организацией Италии „Istituto Mobiliare Italiano“», сумма 200 млрд итальянских лир на 10 лет под 5 % годовых, подписали М. Свешников и С. Зильенти).
30 июля 1966 года произошла официальная смена руководителя Fiat. Национализированная в 1945 году компания вернулась в руки своего основателя — дома Аньелли, вновь завладевшего контрольным пакетом акций. Пост Валетты занял внук основателя, Джанни Аньелли, стремившийся к полной приватизации компании, в связи с чем финансовые переговоры с Fiat значительно усложнились. Популярная версия о том, что союзное руководство афишированно приступало к параллельному ведению переговоров с Volkswagen и Renault именно с целью сделать Fiat и IMI сговорчивыми, обоснованных подтверждений не имеет. Предварительные переговоры с этими производителями в тот период действительно предпринимались, а их автомобили в качестве альтернативы рассматривались, но причина «отставки» определялась не только политической составляющей. Ещё при предварительном рассмотрении немецких и французских образцов выявилась масса технических сложностей, связанных с их производством. Поэтому Валетта как опытный политик в безальтернативности «итальянского» выбора не сомневался, однако убедил Аньелли не упорствовать, очевидно из опасений того, что СССР, используя итальянских коммунистов в качестве рычага давления на профсоюзы, попытается инициировать едва утихшие забастовки. Кроме того, при ведении переговоров с IMI возникала проблема с размером предлагавшейся 8-процентной ставки по кредиту. Для Министерство финансов СССР, не имевшего эффективного доступа к мировой сети банковских расчётов, подобный размер ставки делал заём средств бессмысленной процедурой, поскольку становился эквивалентным расходам при оплате услуг из собственных резервов. В связи с этим возникла ситуация, при которой советская сторона могла вообще отказаться от кредита, что не входило в расчёты донора IMI, американского «Eximbank» и в конечном итоге вынудило итальянскую сторону принять условия гашения целевого кредита под 5 % годовых. Переговоры завершились 15 августа 1966 года заключением генерального соглашения («О сотрудничестве в области разработки конструкции автомобиля, проекта автомобильного завода и его строительстве в СССР», АО «Fiat S. A.» — агентство «Автопромимпорт» при Министерстве внешней торговли СССР, срок 8 лет, подписали первый заместитель министра В. Сушков и Дж. Аньелли, сумма — около 900 млн долларов США). Основной объём специализированного сборочного и конвейерного оборудования для предприятия был поставлен США (Kaiser, Glyson) либо подконтрольными британскими фирмами (Herbert-BCA, Steelland и. т. д.) путём перепродажи через Fiat.
Научно-исследовательскому автомобильному и автомоторному институту СССР (НАМИ) были представлены несколько серийных Fiat 124 и Fiat 125. Четырёхлетние испытания на Дмитровском автомобильном полигоне показали непригодность существующих сборок для эксплуатации в дорожных и климатических условиях СССР. Помимо этого выявилась необходимость унификации 125 модели с образцами 124. Приняв эти рекомендации, итальянская инженерная группа в составе О. Монтабоне, В. Буффа, Г. Джойя и руководимая непосредственно Д. Джакоза в период 1967—1969 годов внесла в общей сложности несколько сотен изменений в конструкции автомобилей и присвоила им соответственно индексы Fiat 124R и Fiat 124S. Производственные лицензии Fiat 124R в вариантах Sedan и Familiare и Fiat 124S были проданы СССР и производились под индексами ВАЗ-2101, ВАЗ-2102 и ВАЗ-2103. Наиболее существенными доработками лицензионных машин для ВАЗ стали следующие: замена нижневального двигателя на верхневальный, полностью переработанная конструкция задней подвески при сохранении её принципиальной пружинно-рычажной схемы, замена задних дисковых тормозов на барабанные, увеличение клиренса на 30 мм (до 170 мм), усиление толщины ответственных элементов несущего кузова, включая лонжероны, введение в конструкцию двигателя храповика для пуска двигателя приводной ручкой, добавление буксировочной проушины, усиленный отопитель, четыре точки для установки домкрата вместо двух и т. д.). Не принимая во внимание фирменный знак, базовый Fiat 124 от советских производных можно было отличить более низкой «посадкой» что создавало иллюзию удлинённости. Специалисты НАМИ, получившие практическую возможность в полной мере оценить все возможные перспективы с эксплуатацией итальянского автомобиля, от своего мнения не отказались и во второй половине 1960-х годов создали две рабочие версии переднеприводных автомобилей. Причём первая из них (НАМИ 0170) была создана на базе Autobianchi Primula, вторая — на базе самого Fiat 124 c применением силового агрегата и трансмиссии Peugeot-204, однако старания переубедить руководство страны вновь остались без понимания. Аналогичным результатом завершились и попытки военных, инициировавших в оппозицию Fiat разработку автомобилей Москвич серии 3-5 и ИЖ-13.
Приобретя от этого сотрудничества уникальный опыт для дальнейшего развития своей продукции, Fiat тем не менее не учёл два важных фактора. Во-первых, не усматривая к началу 1970-х гг. далёкой перспективы для Fiat 124, руководство Fiat не волновалось за то, что семейство для ВАЗ получилось существенно лучше и надёжнее собственного аналога, полагая его необходимость СССР только для удовлетворения потребностей внутреннего рынка. Во вторых, коммерческий менеджмент Fiat, не зная механизмов экономики этой страны, не учёл темпов и возможностей расширения её производственных мощностей. Как следствие, к выходу Волжского автомобильного завода на проектную мощность (примерно 3 автомобиля в минуту), Минвнешторг СССР уже обеспечило востребованность крепкого, а главное дешёвого ВАЗ-2101 в Европе (преимущественно в Северной) и в ущерб нуждам своего покупателя практически переориентировало продукцию ВАЗ на экспортный рынок. 
Fiat, основываясь на опыте, приобретённом при создании ВАЗ, проблемы с чрезмерно быстрым устареванием Fiat 124 решал с помощью продаж производственных (сборочных) лицензий другим странам, тем самым значительно расширив его производственную и эксплуатационную географию и, возможно, стараясь таким образом повлиять на объём экспорта продукции ВАЗ. Экспорт автомобилей ВАЗ резко возрос только после того, как в условиях следующей волны экономического кризиса Fiat, окончательно признав седан и Familiare технически устаревшими, снял их к концу 1974 г. с производства и передал конвейерную эстафету более успешному Fiat 131. 
Lada 1200 (экспортное название ВАЗ-2101) сочетала в себе повышенную прочность кузова, качественную отделку салона и практичность (высокий клиренс, наличие уже не применявшегося на иномарках «кривого стартёра» и буксировочной проушины) и практически демпинговую цену. В силу ряда причин, а именно хорошо развитого сервиса автомобилей ВАЗ и отсутствия на рынке в те годы запчастей для иномарок, в 1990-х начался обратный процесс массового реэкспорта марки Lada в Россию.
Закладывая на основе Fiat 124 фундамент долгосрочных производственных связей с СССР в период «оттепели», Fiat рассчитывал на более разнообразное и плодотворное их развитие, однако мировые политические и экономические потрясения 1970-х годов внесли свои коррективы, нанеся в том числе непоправимый вред развитию и совершенствованию автомобильной отрасли СССР, и не обошли стороной Fiat, переживавший в тот период глубокий финансовый кризис, в результате которого компания не могла активно сотрудничать с ВАЗ, практически прекратив его к началу 1980-х годов. Несмотря на предусмотренный восьмилетний срок, окончательное завершение мероприятий по договору от 15 августа 1966 года состоялось только в 1992 году закрытием торгового представительства СССР в Турине на основании полного выполнения взятых с обеих сторон обязательств.
С середины 1970-х до середины 1980-х гг., преобразовав итальянскую «тройку» в модельный ряд ВАЗ-2106 (1976 г.), ВАЗ-2105 (1980 г.), ВАЗ-2107 (1982 г.) и ВАЗ-2104 (1984 г.), ВАЗ, а затем и другие предприятия Российской Федерации ещё около 30 лет продолжали выпускать эти автомобили с незначительными изменениями в спецификациях. Окончательная точка была поставлена только в сентябре 2012 года снятием с производства автомобиля ВАЗ-2104.

## Характеристики
- Автомобиль классической компоновки: с передним расположением двигателя и задними ведущими колёсами.
- Задняя подвеска — трёхрычажная.
- Передние тормоза дисковые, задние — барабанные.